# Бенвенист (фамилия)
Бенвенист, Бенвенисте (Benveniste, от исп. Bien venida) — еврейская сефардская фамилия.
Род Бенвенистов в Средние века жил в Испании, где и получил это имя; впоследствии многие его представители проживали на юге Франции, в частности в Нарбонне, а также в ряде других государств Европы и Ближнего Востока.
Наиболее вероятная версия происхождения фамилии — что она является переводом еврейского имени Шалом, но не буквальным, а, так сказать, ассоциативным. Слово «шалом» на иврите означает «мир», но употребляется и как приветствие (ср. арабское «салам алейкум»). Испанское Bien venida тоже является приветствием, и поэтому было использовано для замены фамильного имени Шалом.